# アンサーソング
アンサーソング（英語: answer song）は、既に存在する歌に対する返答として作られた歌のこと。返歌。元となる歌とは別の歌手・アーティストによるものが多いが、自身で「続編」の意味でアンサーソングを作る例も見られる。
ヒップホップにおいては、既成の曲に対する批判的な返答やdisに対する返答としてアンサーソングが作られることが多い。

## 歴史
アメリカ合衆国では、1930年代のカントリー音楽においてアンサーソングの存在が確認されている。

### 日本
日本においては遅くとも1951年の「上海帰りのリル」（「上海リル」に対するアンサーソング） までさかのぼることができる。
1969年に森あきよの「ドラネコのゴーゴー」（「黒ネコのタンゴ」に対するアンサーソング）のジャケットには「日本初のアンサーソング」というコピーが添えられ、これが発売元が大々的に「アンサーソング」と称した日本で最初のケースとされている。これ以降も歌謡曲で同様のアンサーソングが多数生まれた。
1990年代に入り、ヒップホップ音楽が日本でも隆盛になると、disに対する返答としてのアンサーソングが日本でも多数生まれた。2007年、RSPが「Lifetime Respect -女編-」（三木道三のアンサー）を、DREAMS COME TRUEが「ア・イ・シ・テ・ルのサイン 〜わたしたちの未来予想図〜」（自身のアンサー）をリリースしてヒットさせたことにより、アンサーソングに注目が集まった。

## 主なアンサーソング
- おお!ニール（キャロル・キング） ←「おお!キャロル」（ニール・セダカ）[3] に対するアンサーソング（替え歌）
- Stay-at-Home Sue（リンダ・ローリー（英語版））←浮気なスー（英語版）（ディオン）[4]

## 日本語楽曲での主なアンサーソング
矢印の先がアンサーソング、根元が元となった歌。

### 1940年代

#### 自身によるアンサー
- 名古屋ブギウギ（笠置シヅ子） ← 大阪ブギウギ（同） ← 東京ブギウギ（同）

### 1950年代
- 上海帰りのリル（津村謙） ← 上海リル（ディック・ミネほか）[1]
- 私がリルよ（三条美紀）など多数← 上海帰りのリル（津村謙）参照：上海帰りのリル#アンサーソング

#### 自身によるアンサー
- リルを探してくれないか・心のリルよなぜ遠い（津村謙）← 上海帰りのリル（同）
- アイヨ何だい三郎君（若原一郎） ← おーい中村君（同）[5]

### 1960年代
- 私がケメ子よ（松平ケメ子）[1]・ケメ子がなんだい（滝しんじ） ← ケメ子の歌（ザ・ダーツ、他）
- 若いってすばらしい（槇みちる） ← 明日があるさ（坂本九）
- ドラネコのゴーゴー（森あきよ） ← 黒ネコのタンゴ（皆川おさむ）[1][6]

#### 自身によるアンサー
- すみれ色の涙（ジャッキー吉川とブルー・コメッツ） ← すみれ色の瞳（同）

### 1970年代
- ビューティフル・ヨコハマ（平山三紀） ← ブルー・ライト・ヨコハマ（いしだあゆみ）
  - ともに作詞橋本淳、作曲筒美京平。
- 帰って来た港のヨーコ（エコノミック・アニマルズ）・アンタ私の何んなのさ!?（港のヨーコを守る会一同）  ← 港のヨーコ・ヨコハマ・ヨコスカ（ダウン・タウン・ブギウギ・バンド）[1]
- 私の恋人、たいやきくん!（山本リンダ） ← およげ!たいやきくん（子門真人）[1]
- 多数 ←関白宣言（さだまさし）参照：関白宣言#アンサーソング
- プレイバックPart2（山口百恵） ← 勝手にしやがれ（沢田研二）

#### 自身によるアンサー
- ひとりぽっちのメグ（前川陽子）←魔女っ子メグちゃん（同）
- もうひとつの雨やどり（さだまさし） ← 雨やどり（同）[1]
- プレイバックPart2 （山口百恵） ← プレイバックPart1（同）
- 青春II（松山千春） ← 青春（同）[1]

### 1980年代
- まりこさん（さだまさし、アルバム『夢の轍』所収）←悪女（中島みゆき）[7]
- O-KAY（弘田三枝子 ※MICO名義）←MICO（サザンオールスターズ、アルバム『綺麗』所収）[8]
- 熟女B（五月みどり） ← 少女A（中森明菜）[9]
- たいやきやいた（爆風スランプ） ← およげ!たいやきくん（子門真人）

#### 自身によるアンサー
- ウエディング・ベルII（Sugar） ← ウエディング・ベル（同）[1]
- 私のしあわせ PARTII（石野真子） ← 私のしあわせ（同）[1]
- もしかしてPART II（小林幸子 & 美樹克彦）←もしかして（小林幸子）[1]
- 東京めぐり愛（石川さゆり & 琴風豪規）←東京かくれんぼ（石川さゆり）、東京たずね人（琴風豪規）[10]

### 1990年代
- 部屋とYシャツと私（平松愛理） ← 関白宣言（さだまさし）[1]
- モーニング牛乳（カントリー娘。）← モーニングコーヒー（モーニング娘。）

#### 自身によるアンサー
- ブーメランストレート（西城秀樹）←ブーメランストリート（同）
- My Revolution－第2章－（渡辺美里）←My Revolution（同）[1]
- ロード（THE 虎舞竜。第一章〜第十三章まで存在）[1]
- 関白失脚（さだまさし） ← 関白宣言（同）[1]

- あゝ上野駅ありがとう←あゝ上野駅（井沢八郎）※平成時代に作られたアンサーソングが数曲ある。参照：あゝ上野駅#関連曲

### 2000年代
- ね、がんばるよ。（KinKi Kids） ← MARRY ME?（DREAMS COME TRUE）[11]
- かいじ101号（SUPER BELL''Z） ← あずさ2号（狩人）[1][6]
- Lifetime Respect -女編-（RSP） ← Lifetime Respect（三木道三）[1]
- 君をつれて（石井竜也） ← 君をのせて（井上あずみ）
  - 2002年『天空の城ラピュタ』DVD化時のキャンペーンテーマソング。

- ディア ロンリーガール（加藤ミリヤ）← ECDのロンリーガール feat. K DUB SHINE（ECD） ← ロンリー・ガール（佐東由梨）
- 万の土になった〜お墓参りに行こう〜（王様） ← 千の風になって（新井満）[12]
- さくら～あなたに出会えてよかった～（RSP） ← さくら（高野健一）
  - 元曲・アンサーソング共に有線問い合わせチャートで1位を獲得した[13]。
- 鉄のララバイ（柳ジョージ）← 炎のさだめ（TETSU）

#### 自身によるアンサー
- ア・イ・シ・テ・ルのサイン 〜わたしたちの未来予想図〜（DREAMS COME TRUE） ← 未来予想図II（同）、未来予想図（同）[1]
- 夏日憂歌 （SMAP） ← Song2 〜the sequel to that〜 ← オレンジ（同）
- もう一度…（JAYWALK） ← 何も言えなくて…夏（同）[14]
- 大人の勲章（嶋大輔） ← 男の勲章（同）[1]
- 部屋とYシャツと私2004（平松愛理） ← 部屋とYシャツと私（同）[1]
- 雨は止まない（スキマスイッチ） ← 奏（かなで） （同）[15]
- ありがとう〜こころのバラ〜（マイク眞木） ← バラが咲いた （同）[16][17]。
- あなたに愛たくて（AZU feat. Spontania）←同じ空みつめてるあなたに（Spontania feat. AZU）[18]
- 羽（遊助）← いちょう（同）[19]
- I remember you（YUI）← Good-bye days（YUI for 雨音薫）[19]
- そばにいるね（青山テルマ feat.SoulJa）← ここにいるよ feat.青山テルマ（SoulJa）[19]
- NDA!（吉幾三） ← 俺ら東京さ行ぐだ（同）[20]

### 2010年代
- チャーのローディー（Char、アルバム『Rock +』所収）← チャーのフェンダー（グループ魂）
  - 「元曲の作詞・作曲担当者が、元曲歌詞中に登場する人物にアンサーソングを提供する」という極めて稀有な例。日本武道館で行われたCharのコンサートには、この曲の演奏時にグループ魂のヴォーカルである阿部サダヲが登場する映像が流れた。
- 限界突破×サバイバー（氷川きよし） ← 超絶☆ダイナミック!（吉井和哉） ← CHA-LA HEAD-CHA-LA（影山ヒロノブ）
  - これら上記3曲は作詞担当者が手掛けたアンサーソングとの見方も少なくない。
- I surrender 愛されど愛（モーニング娘。'19） ← 愛されんだぁ I Surrender（TETSUYA）
- 100万回の「愛してる」（Oranje.） ← 100万回の「I love you」（Rake）[19]
  - 作詞・作曲はRake
- ホントの自分（脇菜々香） ← キセキ（Honey L Days）

#### 自身によるアンサー
- ピンクのボンバー（矢島美容室）← はまぐりボンバー（同）
- 夕焼け大将（大江裕）← のろま大将（同）
- フタリヒトツ（Rake）← 100万回の「I love you」（同）[19]
- 目指した未来へ（嵐） ← ひとりじゃないさ（同）
- エンジェルはーと（SMAP） ← らいおんハート（同）[21]
- それはやっぱり君でした（二宮和也・嵐） ← 虹（同）
- もう君だけは離さない（KinKi Kids） ← もう君以外愛せない（同）
- 7月7日（Char） ← 気絶するほど悩ましい（同）[22]
- バタフライ（NEWS） ← 君がいた夏（同）[23]
- こまどりのラーメン渡り鳥（こまどり姉妹） ← 涙のラーメン（同） ← ソーラン渡り鳥（同）
- Glorious Break（水樹奈々） ← Exterminate（同）[24]
- 君のユメ ぼくのユメ（KAT-TUN）← Real Face（同）[25]
- by your side（V6） ← Believe Your Smile（同）[26]
- 逆転レボルシオン（亀と山P） ← 青春アミーゴ（修二と彰[注 1]）[27]
- ユメノツヅキ（CHEMISTRY） ← PIECES OF A DREAM（同）[28]
- 神様は手を抜かない（大事MANブラザーズ 立川俊之） ← それが大事（大事MANブラザーズバンド）[29]
- わたしの夢見た 15年（和田彩花） ← 夢見た 15年（アンジュルム） ← 夢見る 15歳（スマイレージ[注 2]）
- 青春Night（モーニング娘。'19） ← 人生Blues（同）
- HINOTORI（B'z）← LOVE PHANTOM（同）[30]
- 部屋とYシャツと私 〜あれから〜（平松愛理） ← 部屋とYシャツと私（同）
- KiRa-KiRa Sensation!（μ's） ←僕らは今のなかで（同）
- fish(demo)（Back number） ← fish（同）
- アンサー（Sound Schedule） ←タイムマシーン（同）
- 夏の終わり（Non Stop Rabbit） ←一二三（同）
- 雲と幽霊（ヨルシカ） ←言って。（同）

### 2020年代
- 君はヒップホップを聴かない（hy4 4yh） ← 君はロックを聴かない（あいみょん）[31]
- キン肉マン英雄（ヒーロー）（遠藤正明）　← キン肉マン旋風（センセーション）（串田アキラ） ← 炎のキン肉マン（同） ←  キン肉マン Go Fight!（同）
- ウブとズル（ロージークロニクル） ← どうにもとまらない（山本リンダ）

#### 自身によるアンサー
- #きみいろプリンセス（湊あくあ） ← #あくあ色ぱれっと（同）
- 泥んこ大将（大江裕）← 夕焼け大将（同）← のろま大将（同）
- Destiny（内田彩） ← sign（同）[32]
- トビラ （V6） ← over（同）
- WELCOME☆夏空ピース!!!!! （SUPER☆GiRLS） ← ナツカレ★バケーション（同）
- あの日の僕へ（Hey! Say! 7）←ただ前へ（同）
- 気になるその気の歌（モーニング娘。'25） ← なんだかセンチメンタルな時の歌（モーニング娘。'24）